# Ballygarvan
Ballygarvan (iriska: Baile Garbháin) är en ort strax söder om Cork i grevskapet Cork på Irland.
Orten och dess inkringliggande område har mellan 1 000 och 1 500 invånare. Ballygarvan täcker den östra halvan av Ballinhassigs församling, och är belägen i en liten dal mellan Myrtle och Meadstown Hills, bredvid älven Owenabue. Samhället ligger precis vid sidan om Cork–Kinsale, 9 kilometer söder om Cork City och 2 kilometer från Cork Airport.
Faciliteter i samhället inkluderar en kyrka, en livsmedelsaffär, en skola och två pubar.